# Improvisational 3
Improvisational 3 är ett musikalbum från 2008 med Jacob Karlzon. Han tolkar här musik av Maurice Ravel.

## Låtlista
1. Prélude (Maurice Ravel) – 4'37
2. Menuet antique (Maurice Ravel) – 6'17
3. Le gibet (Maurice Ravel) – 6'43
4. Free Improvisation II (Jacob Karlzon) – 4'04
5. Valses nobles et sentimentales, assez lent (Maurice Ravel) – 4'43
6. Boléro (Maurice Ravel) – 4'50
7. Alborada del gracioso (Maurice Ravel) – 3'09
8. Free Improvisation IV (Jacob Karlzon) – 4'52
9. Free Improvisation III (Jacob Karlzon) – 5'20
10. Menuet sur le nom d'Haydn (Maurice Ravel) – 2'11

## Medverkande
- Jacob Karlzon – piano

## Mottagande
Skivan fick ett gott mottagande när den kom ut med ett snitt på 3,6/5 baserat på fyra recensioner.